# Horst Mendroch

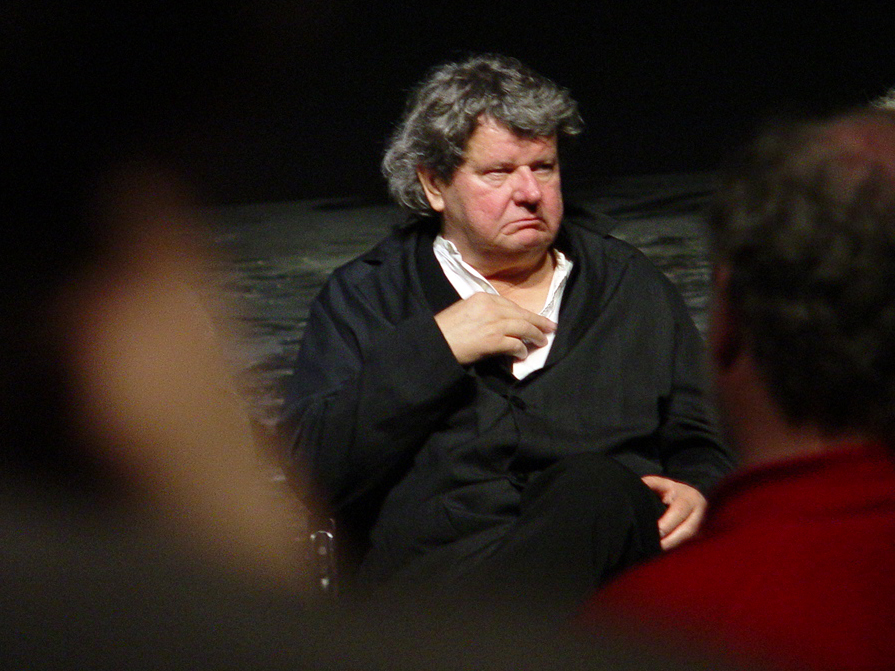
Horst Mendroch beim Publikumsgespräch (2006)

Horst Mendroch (* 18. Januar 1942 in Skotschau; † 3. August 2015 in Berlin) war ein deutscher Schauspieler und Hörspielsprecher. Er war verheiratet mit der Schauspielerin Petra Redinger.

## Leben und Werke
Horst Mendroch absolvierte eine Schauspielausbildung an der Westfälischen Schauspielschule in Bochum. Zu den Bühnen, an denen er spielte, zählten unter anderem das Schauspiel Köln (1980 bis 1985), das Thalia Theater und das Schauspielhaus Bochum. Seit 1991 war er festes Ensemblemitglied des Düsseldorfer Schauspielhauses bis 2009. In Berlin arbeitete er danach an der Volksbühne und mit der freien Truppe von Thorsten Lensing (2013 "Kirschgarten" und 2015" Karamasow").
Er spielte in 16 Inszenierungen von Jürgen Gosch von 1982 bis 2006. Auswahl: Nachtasyl, Menschenfeind, Sommernachtstraum (Zettel und Puck), Macbeth (8 Rollen), Was Ihr wollt (Narr).
Mendroch arbeitete auch u. a. mit den Regisseuren Jürgen Flimm, Karin Beier (u. a. Romeo und Julia, Der Kaufmann von Venedig: Shylock,  Die Stühle (der Alte)), Hansjörg Utzerath (Herr Puntila und sein Knecht), F.P.Steckel ( Germania,Tod ), Thorsten Lensing.
Neben seiner Bühnentätigkeit wirkte Mendroch in verschiedenen Film- und Fernsehproduktionen mit. Als Sprecher von Hörspielen und Hörbüchern vertonte er beispielsweise Das Dschungelbuch von Rudyard Kipling (2008) oder Wir können noch viel zusammen machen von F. K. Waechter (2009).

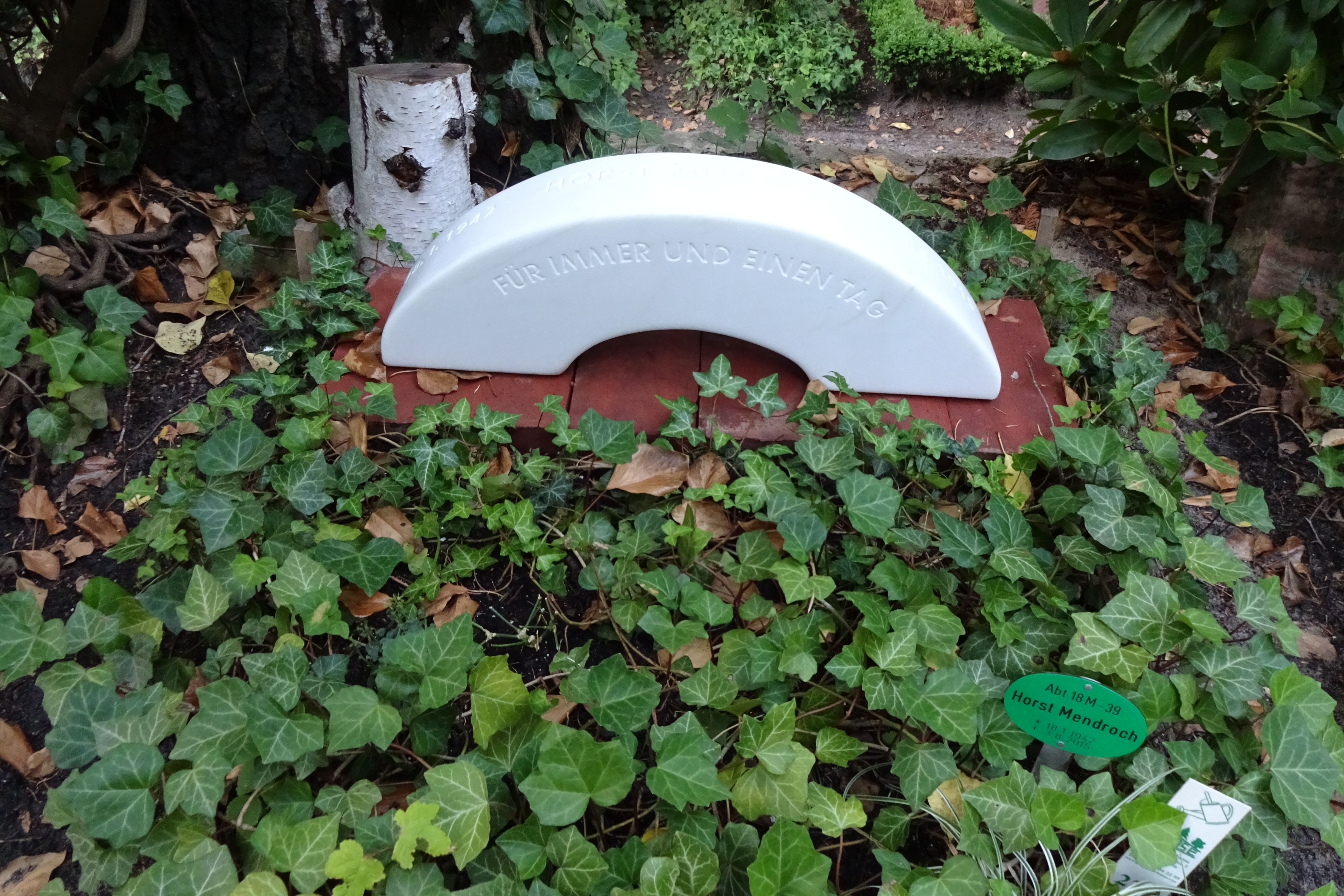
Grabstein für Horst Mendroch auf dem Friedhof Heerstraße in Berlin-Westend

Horst Mendroch starb Anfang August 2015 im Alter von 73 Jahren in Berlin. Trauerfeier und Beisetzung der Urne fanden am 31. August 2015 auf dem landeseigenen Friedhof Heerstraße in Berlin-Westend statt (Grablage: 18-M-39).

## Auszeichnungen
- 1983: Schauspieler des Jahres (Nominierung)
- 1993: Schauspieler des Jahres in NRW (gewonnen)
- 1996: Schauspieler des Jahres in NRW (gewonnen)
- 2007: Theaterpreis der Düsseldorfer Volksbühne
- 2007: Schauspieler des Jahres (Nominierung)
- 2008: Schauspieler des Jahres (Nominierung)

## Fernsehaufzeichnungen von Theateraufführungen
- Nachtasyl, Regie: Jürgen Gosch, Schauspiel Köln
- Der Menschenfeind, Regie: Jürgen Gosch, Schauspiel Köln
- (Oedipus) Regie: Jürgen Gosch, Schauspiel Köln
- Die Nibelungen, Regie: Jürgen Flimm, Thalia Theater
- Weihnachten bei Ivanovs, Regie: Karin Beier, Düsseldorfer Schauspielhaus

## Filmografie
- 1996: Praxis Dr. Hasenbein, Regie: Helge Schneider
- 1999: Oi! Warning Regie: Dominik Reding und Benjamin Reding
- 2004: Käthchens Traum, Regie:Jürgen Flimm
- 2004: Der Schatz der weißen Falken
- 2004: Jazzclub – Der frühe Vogel fängt den Wurm, Regie: Helge Schneider
- 2004: Speer und Er, Regie: Heinrich Breloer
- 2015:  Kurzfilm: Harry und Dirk, Regie: Julian Pörksen

## Hörspiele
- 1993: Tankred Dorst: Merlin oder das wüste Land (Clown) – Regie: Walter Adler (Hörspiel – MDR)
- 1999: Ken Follett: Die Säulen der Erde – Regie: Leonhard Koppelmann (Hörspiel (9 Teile) – WDR)
- 2004: Ulrich Wildgruber: Der Lachszug der Wörter – Regie: Sabine Worthmann (Hörspiel – HR)
- 2005: Karlheinz Koinegg: König Artus und die Ritter der Tafelrunde (Leodegrance) – Regie: Angeli Backhausen (Kinderhörspiel (6 Teile) – WDR)
- 2007: Matthias Schamp: Der Aufstand in den Sinnscheiße-Bergwerken – Regie: Beate Andres (Hörspiel – WDR)
- 2011: Marianne Zückler: Die Läuferin – Regie: Andrea Getto (Hörspiel – RBB/NDR)
- 2013: Francis Iles: Verdacht (Nach dem Roman „Before the Fact“) – Übersetzung, Bearbeitung und Regie: Regine Ahrem (Hörspiel – RBB)
- 2014: Erich Maria Remarque: Im Westen nichts Neues – Regie: Christiane Ohaus (Hörspiel – RB)